# D'autres mondes
D'autres mondes (Otros mundos en castellano) es una película documental francesa dirigida por Jan Kounen.

## Sinopsis
Este documental nos introduce en parte del universo de los shipibos-conibos, una etnia amazónica en Perú liderada por el maestro Kestenbetsa, así como al chamanismo, una práctica caracterizada por el culto a la naturaleza, la creencia en los espíritus y las prácticas como el trance o el éxtasis.

## Elenco
- Pablo Amaringo (como él mismo)
- Guillermo Arévalo (como él mismo)
- Jean Giraud (como él mismo)
- Jeremy Narby (como él mismo)
- Stanislav Grof (como él mismo)
- Alex Grey (como él mismo)
- Rick Strassman (como él mismo)
- Charles Grob (como él mismo)

## Recepción
D'autres mondes recibió críticas positivas. En el portal de internet IMDb tiene una puntuación de 7,7/10 basada en base a 297 votos de los usuarios. En el sitio francés AlloCiné recibió un puntaje de 3.5/5 en base a 17 votos.